# I Love You (Sabrina Salerno)
I Love You è un singolo della cantante italiana Sabrina Salerno, pubblicato nel gennaio del 1999 come primo singolo tratto dal suo quinto album A Flower's Broken.

## Il brano
Oltre alla versione originale ne esiste un'altra remixata da F. Zafret, S. Portaluri ed E. Monti, inserita nel greatest hits ufficiale di Sabrina, intitolato Erase/Rewind Official Remix, pubblicato il 3 ottobre 2008.

## Video musicale
Il singolo è stato trascinato dal rispettivo videoclip, diretto da Stefano Salvati, in cui Sabrina, in panni futuristici, baciava una donna.